# Jolanta Zombirt
Jolanta Zombirt (ur. 17 kwietnia 1951 w Kościerzynie) – polska ekonomistka i europeistka. Doktor habilitowany ekonomii, profesor Uniwersytetu Jagiellońskiego w Instytucie Europeistyki.

## Edukacja
W 1973 uzyskała tytuł magistra ekonomii w Wyższej Szkole Ekonomicznej w Krakowie, a w 1976 ukończyła studia wyższe z zakresu filologii orientalnej (arabistyka) na Uniwersytecie Jagiellońskim. Rozprawę doktorską pt. Unia monetarna jako forma integracji gospodarczej. Doświadczenia i perspektywy europejskie obroniła w 1995 w Kolegium Gospodarki Światowej Szkoły Głównej Handlowej. Od 1997 była adiunktem w Kolegium Ekonomiczno-Społecznym SGH, a w 2003 przedstawiła w Kolegium Zarządzania i Finansów SGH rozprawę habilitacyjną pt. Sekurytyzacja w świetle bankowych regulacji europejskich. Obecnie jest profesorem w Instytucie Europeistyki Uniwersytetu Jagiellońskiego, gdzie kieruje Zakładem Systemu Finansowego Unii Europejskiej.

## Doświadczenie zawodowe
Była dziennikarką Gazety Bankowej, gdzie napisała około 70 artykułów o tematyce związanej z Unią Europejską (wówczas EWG), dziś współpracuje z miesięcznikiem Bank. Wykonywała zadania doradcy ministra w Biurze ds. Integracji Europejskiej oraz Pomocy Zagranicznej, doradcy prezesa Powszechnego Banku Kredytowego i Banku Handlowego, a także eksperta Kredyt Banku S.A. (Departament Strategii i Rozwoju). W latach 2002–2007 była główną specjalistką ds. rozwoju rynków finansowych w Departamencie Systemu Finansowego Narodowego Banku Polskiego.

## Najważniejsze publikacje
- Sekurytyzacja w świetle bankowych regulacji europejskich, Monografie i opracowania nr 508, Szkoła Główna Handlowa, Warszawa 2002
- Ewolucja systemów bankowych w Europie Środkowej i Wschodniej, Wydawnictwo Uniwersytetu Marii Curie-Skłodowskiej, Lublin 2003
- K. Żukrowska, M. Grącik, A. Pochylczuk, D. Sobczak, J. Zombirt, FDI and Trade. Exemplification of Poland and other Post-Communist States, Ezoneplus Working Paper, Berlin 2003
- Transfer ryzyka w procesie sekurytyzacji w: Ryzyko kredytowe wierzytelności hipotecznych. Modelowanie i zarządzanie, praca zbiorowa pod redakcją naukową Krzysztofa Jajugi i Zbigniewa Krysiaka, Związek Banków Polskich, Warszawa 2004
- Macrostructure Policy and Market Transformation: The Experience of Poland and Ukraine, edited by Jacek Klich (Poland), Iryna Kryuchkova (Ukraine) and Volodymyr Sidenko (Ukraine); Ukrainian Centre for Economic & Political Studies named after Olexander Razumkov, Kyiv, 2004
- Wlijanie processa integracji Polszi s Europejskim Sojuzom na instytucjonalnoje i funkcjonalnoje razwitie polskoj bankowskoj systemy, w: Bankowskoje deło w Polsze. Problemy i perspektywy razwitia, Izdatielstwo Uniwersiteta Marii Curie Skłodowskoj w Lublinie, Lublin 2005
- Metod wnutrisznich rejtingiw dla detalnych (rozdribnich) ekspozycji, w: Ewolucja Bankowskoj Sistemi Polszi, Izdatielstwo Uniwersiteta Marii Curie Skłodowskoj w Lublinie, Lublin 2006
- Nowa Umowa Kapitałowa w Europie. Ewolucja czy rewolucja, CedeWu, Warszawa 2007
- Mechanizmy rynku wewnętrznego Unii Europejskiej, Difin, Warszawa 2008